# Aristides Gomes
Aristides Gomes (ur. 8 listopada 1954 w Canchungo) – gwinejski polityk i dziennikarz, premier Gwinei Bissau w latach 2005–2007, 2018–2019 i 2019–2020.

## Biografia
Urodzony w 1954, studiował na Uniwersytecie Paryskim, gdzie ukończył socjologię i nauki polityczne. W latach 1990–1992 był dyrektorem generalnym eksperymentalnej telewizji Gwinei Bissau. Następnie zajmował stanowisko ministra planowania i współpracy międzynarodowej w rządzie prezydenta Joao Bernardo Vieiry.
Gomes przez długi czas był członkiem Afrykańskiej Partii Niepodległości Gwinei i Wysp Zielonego Przylądka (PAIGC), zajmując nawet stanowisko jej pierwszego wiceprzewodniczącego. Jednakże w maju 2005 został zawieszony we władzach partyjnych za popieranie kandydatury Vieiry, głównego rywala kandydata partii PAIGC w wyborach prezydenckich w czerwcu i lipcu 2005. Wybory wygrał ostatecznie Vieira, a Gomes został usunięty z partii.
2 listopada 2005 Gomes objął urząd premiera Gwinei Bissau. W marcu 2007 jego gabinet nie przetrwał głosowania w parlamencie nad wotum nieufności. W następstwie tego 29 marca 2007 Gomes podał się do dymisji. 9 kwietnia 2007 prezydent João Bernardo Vieira mianował jego następcą Martinho Ndafę Kabiego.